# زرع الصمام الرئوي عبر الجلد
زرع الصمام الرئوي عبر الجلد والمعروف أيضًا باستبدال الصمام الرئوي عبر القثطار، هو عبارة عن إجراء يستبدل فيه الصمام الرئوي عن طريق القثطار باستخدام الوريد كمدخل. يعتبر هذا الإجراء أقل توغلًا مقارنة بجراحة القلب المفتوح ويشيع استخدامه في علاج رتق الرئة وغيره من الأمراض القلبية.

## الاستخدامات
يستخدم زرع الصمام الرئوي عبر الجلد لإصلاح عيوب الصمام الرئوي الخلقية أو انسداد مخرج البطين الأيمن كما في رتق الرئة أو رباعية فالو أو الجذع الشرياني المستديم. يمكن اللجوء إلى هذه الطريقة لاستبدال الصمامات الصنعية مختلة الوظيفة.
يوصى بزرع الصمام الرئوي عبر الجلد في حال كان الضغط الانقباضي البطيني الأيمن أعلى من 60 مم زئبقي و/ أو في حال وجود قصور صمام رئوي متوسط إلى شديد، وذلك لدى المرضى الذين يعانون من الأعراض. أما بالنسبة للأشخاص غير العرضيين، يوصى بزرع الصمام الرئوي عبر الجلد في حال وجود تضيق شديد في مخرج البطين الأيمن و/ أو في حال وجود قصور صمامي رئوي شديد يترافق مع انخفاض القدرة على ممارسة الرياضة واتساع وقصور تدريجي للبطين الأيمن وقصور الصمام ثلاثي الشرفات وفي حال كان الضغط الانقباضي البطيني الأيمن أعلى من 80 مم زئبقي أو عند حدوث رجفان قلبي.
في حال اضطراب وظيفة القنيات الصنعية، يعمل زرع الصمام الرئوي عبر الجلد على تعديل قصور الصمام الرئوي وتسوية المدروج عبر مخرج البطين الأيمن مع تحسين كبير للأعراض وللوظيفة البطينية على المدى الطويل.

## مضادات الاستطباب
تعتبر الحالات التالية من مضادات استطباب زرع الصمام الرئوي عبر الجلد: الإنتان الفعال والانسداد الوريدي المركزي وانسداد الشرايين التاجية والحاجة إلى جراحات قلبية أخرى -كما في اضطراب النظم القلبي الذي يحتاج لجراحة.
يمنع زرع الصمام الرئوي عبر الجلد في حال انضغاط الشرايين التاجية (وبالتالي ضعف تروية العضلة القلبية) أثناء توسيع البالون ضمن مخرج البطين الأيمن. يُجرى هذا الاختبار للوقاية من المضاعفات القاتلة المحتملة والتي قد تحدث بنسبة 5% تقريبًا لدى المرشحين للتداخل.
لا يوصى بزرع الصمام الرئوي عبر الجلد للصمامات التي يقل قطرها عن 16 مم أو يزيد عن 29 مم.

## المضاعفات
يحمل هذا التداخل نسبة منخفضة من المضاعفات الهامة، وتعود معظم تلك المضاعفات إلى اختبارات التقييم السابقة للإجراء والتي تستبعد الأشخاص غير المناسبين من الناحية التشريحية له.  
تعتبر كسور الشبكات أشيع المضاعفات حدوثًا؛ إذ تشاهد في 30% من الحالات تقريبًا. تكتشف غالبية كسور الشبكات عند الخضوع لتصوير روتيني وهي غير مهمة سريريًا. مع ذلك، قد تؤدي بعض الكسور إلى انسداد مخرج البطين الأيمن، وهي السبب الأشيع لإعادة الإجراء. يمكن معالجة الاختلاط السابق بوضع صمام جديد داخل الصمام الفاشل، ولكن قد تتطلب الكسور الشديدة اللجوء إلى الجراحة. تتضمن عوامل الخطر المؤهبة لكسور الشبكات ما يلي: العمر الصغير وصغر قطر الصمامات وتوضع الصمام أسفل القص مباشرةً.
قد يحدث تمزق في مخرج البطين الأيمن أثناء الإجراء، خاصةً إذا كان الصمام متكلس بشدة. يشاهد هذا في 9% تقريبًا من مجمل الإجراءات. وفي معظم الحالات، يمكن التعامل مع الأمر باستخدام شبكة مغطاة دون حدوث نزف شديد.
يحدث التهاب الشغاف العدوائي بنسبة تتراوح بين 1%-3%. لا تؤثر معظم الحالات بشكل مباشر على الصمام المزروع، وهي قابلة للعلاج بالمضادات الحيوية. مع ذلك، قد يؤدي التهاب الشغاف العدوائي إلى نزع الصمام أو تعفن الدم الذي قد يؤدي إلى الموت.
تتضمن المضاعفات النادرة التي قد تتطلب جراحة عاجلة ما يلي: هجرة الصمام وانصمام الصمام وانسداد أو تمزق الشريان الرئوي وانضغاط الشرايين التاجية بشكل يعيق تدفق الدم إلى عضلة القلب.
يكون الموت نادر الحدوث ويُعزى عادةً إلى الأمراض المصاحبة الأخرى لا إلى الإجراء بحد ذاته.